# C.J. Fair
Carl Keith Fair jr., detto C.J. (Baltimora, 13 settembre 1991), è un ex cestista statunitense.

## Statistiche

### College
| Anno      | Squadra         | PG  | PT | MP   | TC%  | 3P%  | TL%  | RP  | AP  | PRP | SP  | PP   |
| --------- | --------------- | --- | -- | ---- | ---- | ---- | ---- | --- | --- | --- | --- | ---- |
| 2010-2011 | Syracuse Orange | 32  | 0  | 18,6 | 54,3 | 33,3 | 60,9 | 3,8 | 0,4 | 0,8 | 0,8 | 6,4  |
| 2011-2012 | Syracuse Orange | 37  | 9  | 26,4 | 46,4 | 25,0 | 74,3 | 5,4 | 0,9 | 1,1 | 0,5 | 8,5  |
| 2012-2013 | Syracuse Orange | 40  | 40 | 34,9 | 47,0 | 46,9 | 75,5 | 6,9 | 0,7 | 1,1 | 1,1 | 14,5 |
| 2013-2014 | Syracuse Orange | 34  | 34 | 37,8 | 42,9 | 27,6 | 72,5 | 6,4 | 1,3 | 1,3 | 0,8 | 16,5 |
| Carriera  | Carriera        | 143 | 83 | 29,7 | 46,2 | 34,3 | 72,3 | 5,7 | 0,8 | 1,1 | 0,8 | 11,6 |

## Palmarès
- NCAA AP All-America Third Team (2014)
- All-NBDL All-Rookie Second Team (2015)